# Isoperla szczytkoi
Isoperla szczytkoi is een steenvlieg uit de familie Perlodidae. De wetenschappelijke naam van de soort is voor het eerst geldig gepubliceerd in 1987 door Poulton & Stewart.